# Cheville d'établi
Pour les articles homonymes, voir cheville et établi.
Une cheville d'établi est un accessoire employé par les bijoutiers, joailliers, sertisseurs et facteurs d'instrument à vent. La cheville d'établi se positionne de façon dégagée à l’avant du plateau de l’établi. Elle s’insère généralement avec un tenon dans une mortaise placée dans l’épaisseur du plateau; il existe des modèles amovibles dotés d'un tas  en acier monté en étau ou d'un serre-joint.

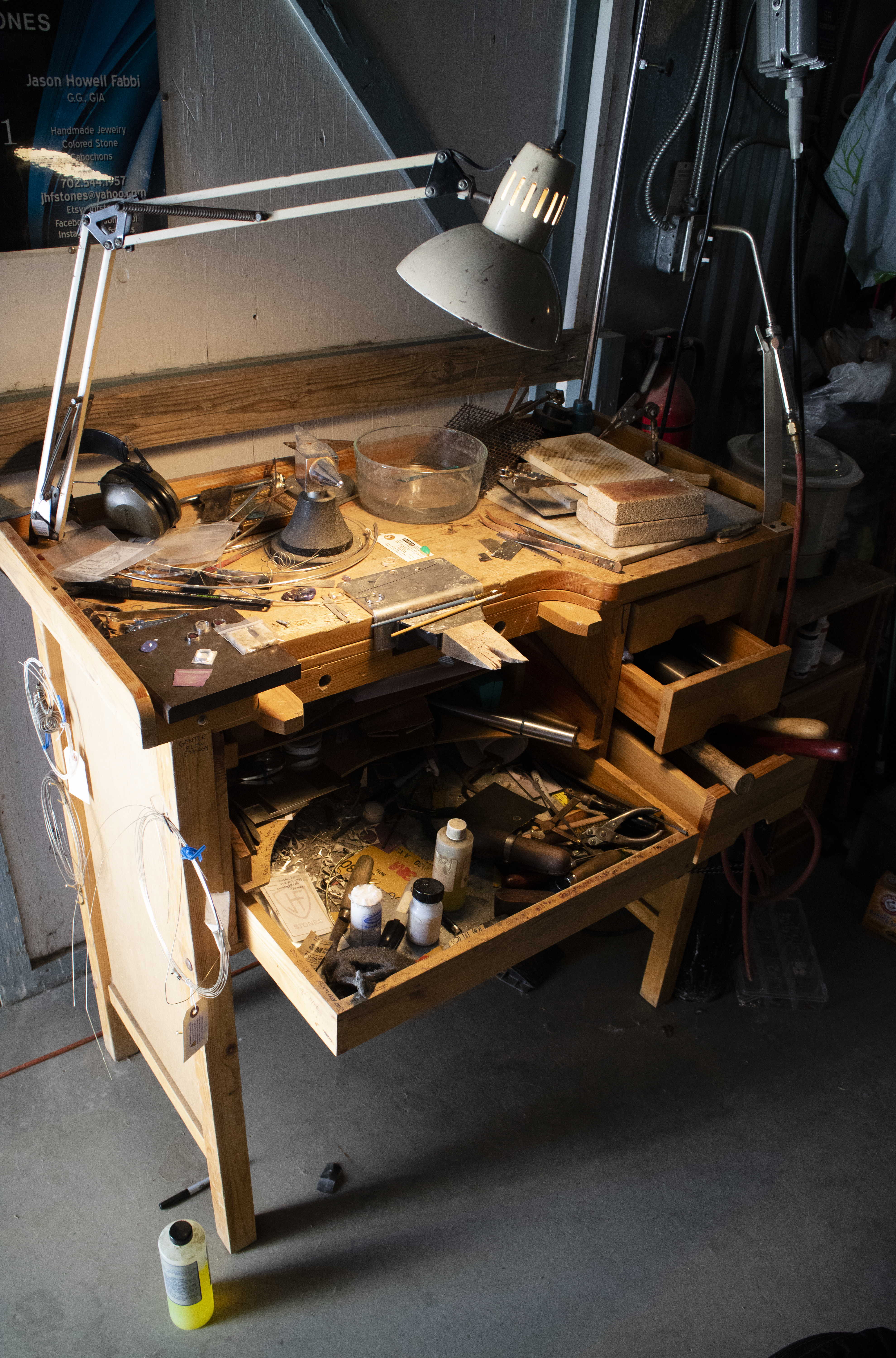
Etabli de joaillier équipé d'une cheville d'établi droite.

Les chevilles d'établi sont généralement fabriquées en bois massif comme le hêtre, usinées dans la masse avec les dimensions usuelles de l'ordre de 190 x 80 mm. Une fois insérée et fermement fixée dans l'établi, la cheville offre une surface de travail et la fermeté nécessaire à tous les travaux de perçage, sciage, limage, émerisage... Elle facilite le travail de l'artisan avec ses outils comme la lime et la scie bocfil en appuyant la pièce (bijou, clef...) à façonner sur la partie descendant en biseau.

« ETABLI, s. m. terme d’Art commun à presque tous les ouvriers : ils ont chacun leur établi. L’établi du bijoutier est une espece de table ayant tout-autour plusieurs places cintrées, pour autant d’ouvriers qui y travaillent. Ces places sont garnies vers le milieu d’une cheville plate, sur laquelle ils appuient leur ouvrage ; d’une peau en-dessous pour recevoir les limailles ; & d’un ou plusieurs tiroirs pour différens usages. Il faut que l’établi soit placé de maniere que toutes les places reçoivent également le grand jour. Il est soûtenu par un ou plusieurs piliers, outre qu’il est attaché ordinairement à l’appui d’une fenétre. Voyez les Planches du Bijoutier. »

— Denis Diderot, Encyclopédie ou Dictionnaire raisonné des sciences, des arts et des métiers, Bellin, 1re éd. 1751 (Tome 6, p. 2). ◄  ETABLER ETABLIR  ►

## Galerie
En fonction de son besoin, l'artisan peut donner des formes particulière à une cheville : forme en V...

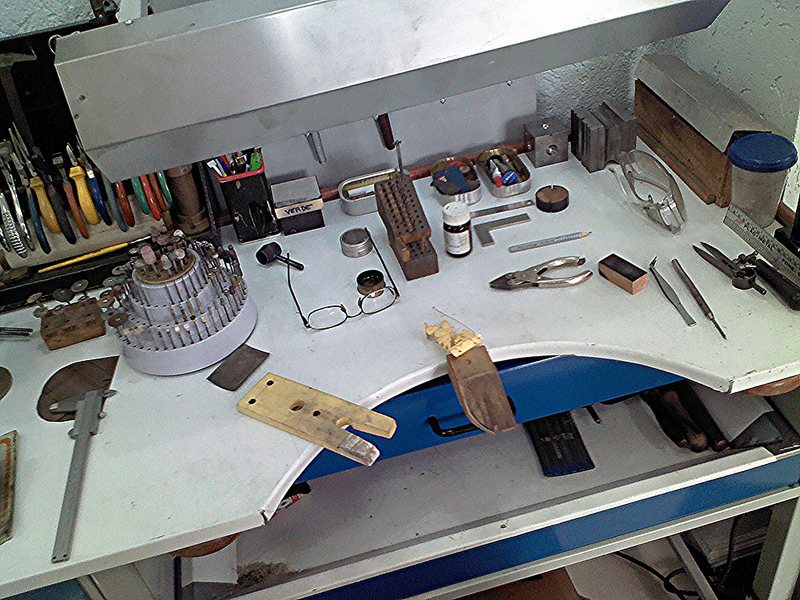
Etabli de joaillier équipé de deux chevilles d'établi droite et en V.

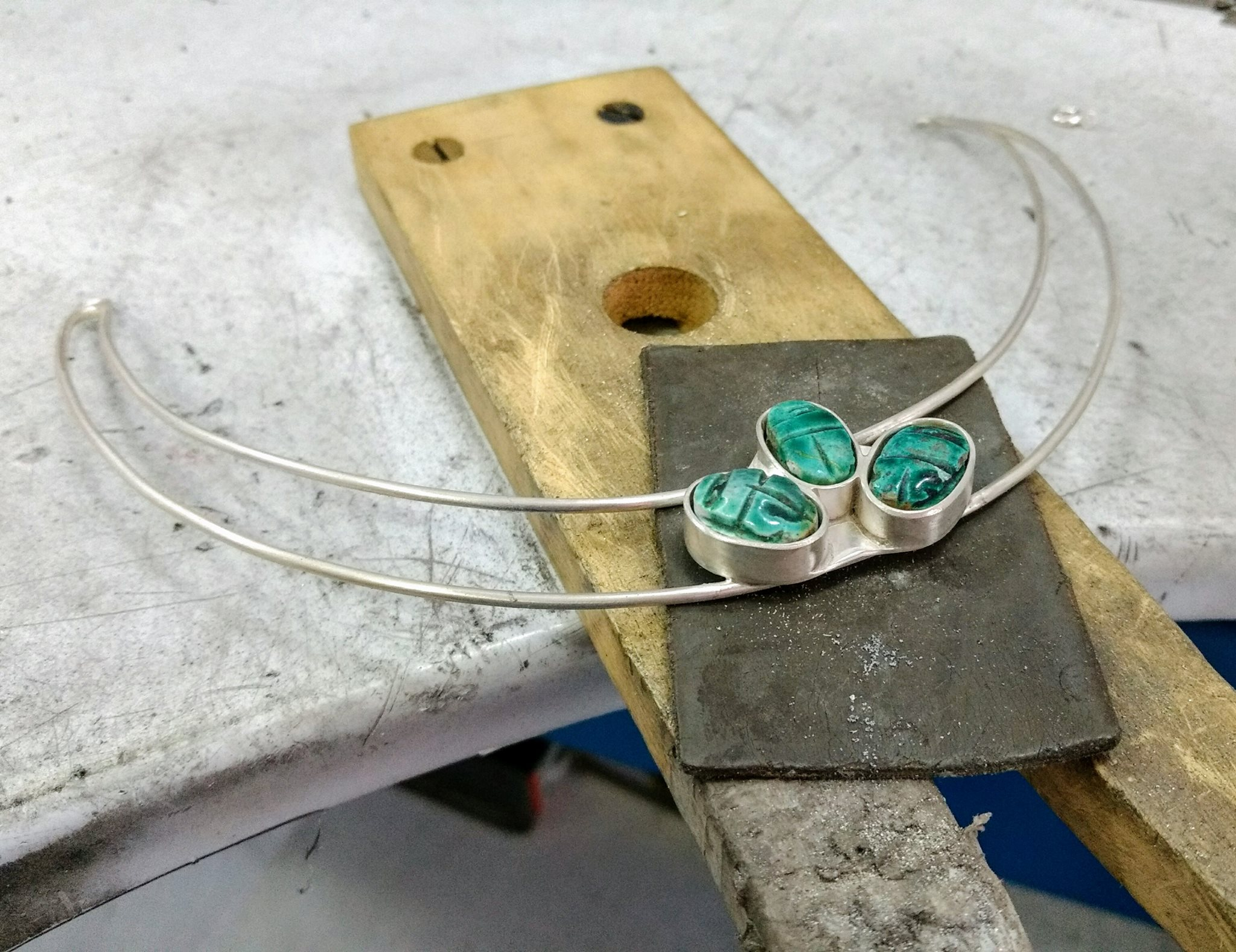
Collier sur une cheville.